# Lachlan Watson
Lachlan Watson, född 12 april 2001 i Raleigh, North Carolina, är en amerikansk skådespelare.

## Biografi
Lachlan Watson föddes och växte upp i Raleigh i North Carolina. Hen började skådespela som barn på lokalteatern Burning Coal Theatre där hens mor arbetade. Watson var sedan aktiv i teaterscenen runt Piedmont området och började få små roller i TV-serier som Drop Dead Diva (2014) och Nashville (2017). År 2015 medverkade hen i en uppsättning av Mycket väsen för ingenting på Raleigh Little Theatre. Hen fick hemundervisning och examinerades 2018.
Watson fick 2018 en återkommande roll i Netflix-serien Chilling Adventures of Sabrina efter att skickat in en inspelning på sig själv. I serien spelar hen transpojken Theo Putnam, en roll som hen utvecklade genom sina egna erfarenheter. Vid seriens start så var Watson en av de yngsta skådespelare som identifierade sig som ickebinär i Hollywood. Hen följde upp rollen med att spela de ickebinära tvillingarna i den andra säsongen av TV-serien Chucky (2022), en serie som baserades på Den onda dockan (1988).
Hen skulle sedan synas bredvid Rachel Zegler och Fred Durst i komediskräckfilmen Y2K (2024).

## Privatliv
Watson är ickebinär och pansexuel och använder pronomen hen/hens. Hen är också uttalad feminist.

## Filmografi

### Film
| År   | Titel                 | Roll         | Notering |
| ---- | --------------------- | ------------ | -------- |
| 2013 | The Ultimate Life     | Anna         |          |
| 2015 | Surreal Estate        | Cordelia     | Kortfilm |
| 2016 | Secrets from Beyond   | Frankie      | Kortfilm |
| 2017 | Vigilance             | Selfie Pojke | Kortfilm |
| 2023 | The Unheard           | Chloe        |          |
| 2023 | Only the Good Survive | Faye         |          |
| 2023 | The Kiss List         | Mason        |          |
| 2024 | Y2K                   | Ash          |          |

### TV
| År        | Titel                          | Roll                       | Notering                                 |
| --------- | ------------------------------ | -------------------------- | ---------------------------------------- |
| 2014      | Drop Dead Diva                 | Sam Simbler                | Avsnitt: "Identity Crisis"               |
| 2017      | Nashville                      | Kyle                       | 2 avsnitt                                |
| 2018-2020 | Chilling Adventures of Sabrina | Theo Putnam / Susie Putnam | 35 avsnitt                               |
| 2020      | Social Distance                | Riley Holcomb              | Avsnitt: "everything is v depressing rn" |
| 2021      | Electric Easy                  | Sasha                      | 2 avsnitt                                |
| 2022      | Chucky                         | Glen / Glenda              | 6 avsnitt                                |